# Aciurina mexicana
Aciurina mexicana är en tvåvingeart som först beskrevs av Aczel 1953.  Aciurina mexicana ingår i släktet Aciurina och familjen borrflugor. Inga underarter finns listade i Catalogue of Life.